# 克雷森特 (路易斯安那州)
克雷森特（英語：Crescent）是位於美國路易斯安那州伊貝維爾堂區的一個普查規定居民點。

## 人口
根據2020年美國人口普查的數據，克雷森特的面積為4.42平方千米，當中陸地面積為4.31平方千米，而水域面積為0.11平方千米。當地共有人口811人，而人口密度為每平方千米183.48人。